# Pseudosedum
Pseudosedum ist eine Pflanzengattung in der Familie der Dickblattgewächse (Crassulaceae). Der botanische Name der Gattung Pseudosedum leitet sich vom griechischen Wort pseudo für ‚falsch‘ sowie dem Gattungsnamen Sedum ab und bedeutet „Falsches Sedum“. Die Gattung enthält etwa zehn bis 13 Arten. Eine Nutzung durch den Menschen ist nicht bekannt.

## Beschreibung
Pseudosedum-Arten sind meist ausdauernde krautige Pflanzen. Die Wurzeln sind dünn, schnurartig bis knollig. Einige ungestielte, braune, schuppenförmige Blätter stehen grundständig zusammen. Es werden in der Vegetationszeit unverzweigte, aufrechte bis aufsteigende Stängel gebildet mit vielen wechselständig angeordneten, ungestielten, fleischigen, einfachen, ganzrandigen Laubblättern, die länglich bis linealisch mit rundlichen Querschnitt sind. Nebenblätter fehlen.
Die endständigen, meist verzweigten, oft aus schirmrispigen Teilblütenständen zusammengesetzten Gesamtblütenstände enthalten viele Blüten und Hochblätter. Die gestielten Blüten sind zwittrig und fünf- bis sechszählig. Die fünf bis sechs Kelchblätter sind fleischig und nur an ihrer Basis sehr kurz verwachsen. Die fünf häutigen, rosafarbenen über purpurroten bis violetten oder rötlichen und sich beim Trocknen gold-gelb oder weiß verfärbenden Kronblätter sind bis fast zu der Hälfte ihrer Länge trichter- bis glockenförmig verwachsen. Es sind zwei Kreise mit je fünf oder sechs Staubblättern vorhanden. Die Staubfäden sind mit der Kronröhre verwachsen. Die Nektarschuppen sind viereckig. Die fünf bis sechs aufrechten Fruchtblätter sind nur an ihrer Basis verwachsen und enthalten jeweils viele Samenanlagen. Die Griffel sind schmal.
Die länglichen Balgfrüchte enthalten viele Samen. Die kleinen Samen sind meist länglich und braun.

## Systematik und Verbreitung
Die Gattung Pseudosedum ist nur im zentralen Asien verbreitet: China (zwei Arten), Mongolei, Pakistan (zwei Arten), Tadschikistan (fünf Arten), Kasachstan, Kirgisistan, Usbekistan, Russland, Afghanistan und Iran.
1930 stellte Alwin Berger die Gattung Pseudosedum in Adolf Engler & Carl Prantl: Die natürlichen Pflanzenfamilien, Zweite Auflage, 18(a), S. 465 auf. Die Arten dieser Gattungen wurden zuvor als Sektion Umbilicus sect. Pseudosedum Boiss. in die Gattung Umbilicus von Pierre Edmond Boissier in Flora Orientalis, 2, 775, 1872 eingeordnet.
Die Gattung Pseudosedum gehört zur Subtribus Telephiinae aus der Tribus Sedeae in der Unterfamilie Sedoideae innerhalb der Familie der Crassulaceae. Die Gattung umfasst folgende Arten:
- Pseudosedum acutisepalum Jansson: Die Heimat ist Afghanistan.[3]
- Pseudosedum affine (Schrenk) A. Berger: Sie kommt in Zentralasien, in Russland und in Xinjiang vor. Sie wird von manchen Autoren auch als zur Gattung Sedum gehörig angesehen: Sedum affine (Schrenk) Raymond-Hamet.[4]
- Pseudosedum bucharicum Boriss.: Sie kommt in Usbekistan und in Tadschikistan vor.[3]
- Pseudosedum campanuliflorum Boriss.: Sie kommt in Usbekistan und in Tadschikistan vor.[3]
- Pseudosedum condensatum Boriss.: Ihr Verbreitungsgebiet reicht von Pakistan, Afghanistan und Iran bis Russland.
- Pseudosedum fedtschenkoanum Boriss.: Sie kommt in Usbekistan, Tadschikistan und Turkmenistan vor.[3]
- Pseudosedum ferganense Boriss.: Sie kommt in Tadschikistan und in Kirgisistan vor.[3] Mit den Unterarten:
  - Pseudosedum ferganense subsp. ferganense
  - Pseudosedum ferganense subsp. parvum Kamelin & V.V.Byalt: Sie kommt in Kirgisistan vor.[3]
- Pseudosedum kamelinii Palanov: Sie kommt in Tadschikistan vor.[3]
- Pseudosedum karatavicum Palanov: Sie kommt in Kasachstan vor.[3]
- Pseudosedum koelzii Jansson: Sie kommt im westlichen Iran vor.[3]
- Pseudosedum lievenii (Ledeb.) A.Berger: Sie ist im nördlichen Xinjiang, Kasachstan, Mongolei und Russland beheimatet.[4] Die Vorkommen in Kasachstan sind auf den asiatischen Teil beschränkt; sie liegen östlich des Flusses Ural und gehören daher nicht mehr zu Europa, sondern zu Asien[5].
- Pseudosedum longidentatum Boriss. (Syn.: Pseudosedum kuramense Boriss.): Sie kommt von Afghanistan bis Kasachstan vor.[3]
- Pseudosedum multicaule (Boiss. & Buhse) Boriss.: Sie kommt vom Iran bis Turkmenistan vor.[3]